# Crotoneae
Tribu
Les Crotoneae sont une tribu de plantes à fleurs de la famille des Euphorbiaceae et de la sous-famille des Crotonoideae.

## Liste des genres
- Astraea
- Brasiliocroton
- Colobocarpos
- Croton
- Mildbraedia
- Paracroton

## Publication originale
- Barthélemy Dumortier, Analyse des Familles de Plantes : avec l'indication des principaux genres qui s'y rattachent, Tournai, Casterman, 1829, 104 p., p. 45.